# Gauliga Ostmark
Gauliga Ostmark, preimenovana u Gauliga Donau-Alpenland 1941., bila je nogometna liga najvišeg stupnja u Austriji nakon pripojenja Njemačkoj 1938.
Godine 1941. dva su dijela Dravske banovine pripojene Trećem Reichu: Gorenjska (ujedinjena s Koruškom) i Donja Štajerska (ujedinjena s austrijskom Štajerskom).

## O ligi
Ligu je uveo nacistički Ureda za sport 1938. godine, nakon aneksije Austrije, kako bi se zamijenila prethodno postojeća nacionalna liga. Bivša država Austrija preimenovana je u Ostmark i postala je dio Njemačke do 1945. Preimenovanje Austrije u Ostmark izvršeno je kako bi se iskorijenilo svako priznanje bivše neovisnosti zemlje od Njemačke. Slično je i Austria Wien preimenovana u travnju 1938. u SC Ostmark Wien. Međutim, ovaj je korak poništen dva mjeseca kasnije i klub je ostao jedan od rijetkih, ako ne i jedina institucija kojoj je dopušteno nositi ime bivše države.
Za razliku od profesionalne Austrijske nacionalne lige, nova Gauliga je trebala biti isključivo amaterska liga.
Nova liga sastojala se od šest klubova iz stare austrijske prve lige, svi sa sjedištem u Beču, i prvaka druge bečke lige. Osim toga, tri prvaka regionalnih liga Niederdonau, Oberdonau i Steiermark također su primljena u novu Gauligu. Bio je to tek drugi put u povijesti austrijskog nogometa da regionalni klubovi sudjeluju u prvoligaškom natjecanju u zemlji. Prije je ova razina bila otvorena samo za klubove iz Beča, ali je 1937. godine po prvi put osnovana nacionalna liga s klubovima koji nisu bili iz Beča.
U svojoj prvoj sezoni, liga je imala deset klubova koji su igrali jedan protiv svakoga kod kuće i jednom u gostima. Pobjednik lige kvalificirao se za njemačko prvenstvo, dok su posljednje tri momčadi ispale iz lige. Liga je smanjena na osam momčadi za sezonu 1939./40., a klub na dnu je ispao.
U sezoni 1940./41., Gauliga Ostmark ponovno je proširena na deset klubova. Nakon Travanjskog rata 1941., dijelovi današnje Slovenije pripojeni su Njemačkoj. Osim toga, liga je preimenovana u Gauliga Donau-Alpenland. No, niti jedan klub iz anektiranog dijela Slovenije nije nastupio u ligi.
Liga je smanjena na devet klubova tijekom sezone 1941./42. zbog povlačenja SK Sturm Graz. Sezona poslije igrana je s jedanaest momčadi. Sezona 1943./44. igrana je sa samo devet momčadi.
Neizbješni kolaps nacističke Njemačke 1945. ozbiljno je utjecao na Gaulige te je tako posljednja sezona lige, 1944./45., koja je igrana s deset momčadi, nije dovršena. Nakon devet od osamnaest kola, natjecanje je prekinuto 11. ožujka 1945.

## Nacionalni uspjeh
Klubovi iz bivše Austrije imali su značajan uspjeh na nacionalnoj njemačkoj razini, a SK Rapid Wien je 1941. postao jedini klub izvan današnjih granica Njemačke koji je osvojio naslov njemačkog državnog prvaka. Dodatno, SK Admira Wien 1939. i First Vienna 1942. izgubili su nacionalno finale od Schalkea. Pobjeda Rapidsa nad Schalkeom 1941., pred 100.000 gledatelja u Berlinu, još uvijek se smatra jednim od najistaknutijih njemačkih finala, budući da je Schalke vodio 3:0 nakon 60 minuta da bi izgubio 3:4 nakon kraja.
Das große Spiel (Velika igra), film o fiktivnoj njemačkoj nogometnoj momčadi, Gloria 03, u režiji Roberta Stemmlea i objavljen 1942. koristi snimke finala njemačkog prvenstva 1941. u kojem su igrali Rapid Wien i Schalke 04.
U kupu (Tschammerpokal) Rapid je ponovno osvojio jedan naslov, 1938., dok je First Vienna osvojila posljednje natjecanje prije kraja nacističke Njemačke, pobijedivši 1943. godine.

## Prvaci
| Sezona    | Prvak                         | 2. mjesto                     | 3. mjesto                     |
| --------- | ----------------------------- | ----------------------------- | ----------------------------- |
| 1938./39. | SK Admira Wien                | SC Wacker Wien                | SK Rapid Wien                 |
| 1939./40. | SK Rapid Wien                 | SC Wacker Wien                | Wiener Sportclub              |
| 1940./41. | SK Rapid Wien                 | SC Wacker Wien                | First Vienna                  |
| 1941./42. | First Vienna                  | FC Wien                       | SK Rapid Wien                 |
| 1942./43. | First Vienna                  | Wiener AC                     | Floridsdorfer AC              |
| 1943./44. | First Vienna                  | Floridsdorfer AC              | Wiener AC                     |
| 1944./45. | Prvenstvo prekinuto zbog rata | Prvenstvo prekinuto zbog rata | Prvenstvo prekinuto zbog rata |

## Plasmani
| Club                              | 1938./39. | 1939./40. | 1940./41. | 1941./42. | 1942./43. | 1943./44. | 1944./45. |
| --------------------------------- | --------- | --------- | --------- | --------- | --------- | --------- | --------- |
| SK Admira Wien                    | 1.        | 5.        | 5.        | 8.        | 10.       |           | 6.        |
| SC Wacker Wien                    | 2.        | 2.        | 2.        | 6.        | 9.        | 8.        | 2.        |
| SK Rapid Wien                     | 3.        | 1.        | 1.        | 3.        | 6.        | 7.        | 1.        |
| Wiener SC                         | 4.        | 3.        | 6.        | 7.        | 4.        | 9.        | 7.        |
| First Vienna                      | 5.        | 4.        | 3.        | 1.        | 1.        | 1.        | 3.        |
| FK Austria Wien                   | 6.        | 6.        | 4.        | 4.        | 5.        | 5.        | 9.        |
| Amateure Fiat Wien                | 7.        | 8.        |           |           |           |           |           |
| Grazer SC                         | 8.        |           | 9.        |           |           |           |           |
| SK Amateure Steyr                 | 9.        |           |           |           |           |           |           |
| Reichsbahn Wacker Wiener Neustadt | 10.       |           |           |           |           |           |           |
| FC Wien                           |           | 7.        | 7.        | 2.        | 7.        | 4.        | 4.        |
| Floridsdorfer AC                  |           |           | 8.        | 5.        | 3.        | 2.        | 5.        |
| Linzer ASK                        |           |           | 10.       |           |           |           |           |
| Post SV Wien                      |           |           |           | 9.        |           |           |           |
| Wiener AC                         |           |           |           |           | 2.        | 3.        | 8.        |
| Reichsbahn SG Wien                |           |           |           |           | 8.        |           |           |
| SK Sturm Graz                     |           |           |           |           | 11.       |           |           |
| Luftwaffen SV Markersdorf         |           |           |           |           |           | 6.        |           |
| SC Rapid Oberlaa AC               |           |           |           |           |           |           | 10.       |

## Poveznice
- Austrijski nogometni savez
- Austrijska Bundesliga
- Landesliga Steiermark
- Kärntner Liga

## Vanjske poveznice
- Austrijski nogometni savez
- RSSSF, Austria - List of Champions